# Brian Pillman
Brian William Pillman (22 de Maio de 1962 - 5 de Outubro de 1997) foi um lutador de wrestling profissional e jogador de futebol americano estadunidense, mais conhecido no wrestling por suas aparições na World Wrestling Federation, Extreme Championship Wrestling e World Championship Wrestling.
Pillman teve a gimmick de "The Loose Cannon". Ele tinha bastante agilidade no ringue, mas um acidente em 1996 limitou a suas habilidades.

## Carreira
- Futebol americano (1984-1986)
- Treinamento em Circuitos Independentes (1986-1989)
- World Championship Wrestling (1989-1996)
- Extreme Championship Wrestling (1996)
- World Wrestling Federation (1996-1997)

## Morte
No fim da noite ou início da manhã do dia anterior ao pay-per-view In Your House: Badd Blood, em 5 de Outubro de 1997, Pillman morreu na cidade de Bloomington (Minnesota), Minnesota, em seu quarto de hotel. Como ele tinha um histórico de abuso de drogas, uma autópsia revelou uma péssima condição do coração de Pillman.

## Títulos
- Mid-Atlantic Championship Wrestling | World Championship Wrestling
  - NWA United States Championship Wrestling (1 vez) - com Ton Zenk
  - WCW Light Heavyweight Championship (2 vezes) (Primeiro; Mais reinados)
  - WCW World Tag Team Championship (1 vez) - com "Stunning" Steve Austin

- Stampede Wrestling
  - Stampede Wrestling International Tag Team Championship (2 vezes) - com Bruce Hart
  - Stampede Wrestling Hall of Fame